# Berdkunk
Berdkunk – wieś w Armenii, w prowincji Gegharkunik. W 2011 roku liczyła 296 mieszkańców.